# داون‌تاون لس آنجلس
داون‌تاون لس آنجلس (به انگلیسی: Downtown Los Angeles) ناحیه تجاری مرکزی در لس آنجلس، ایالات متحده آمریکا است.
این محله در سال ۲۰۱۳ میلادی ۵۲۴۰۰ نفر جمعیت داشته که از ۵۲٫۹٪ زن و ۴۷٫۱٪ مرد تشکیل شده است.

## نگارخانه

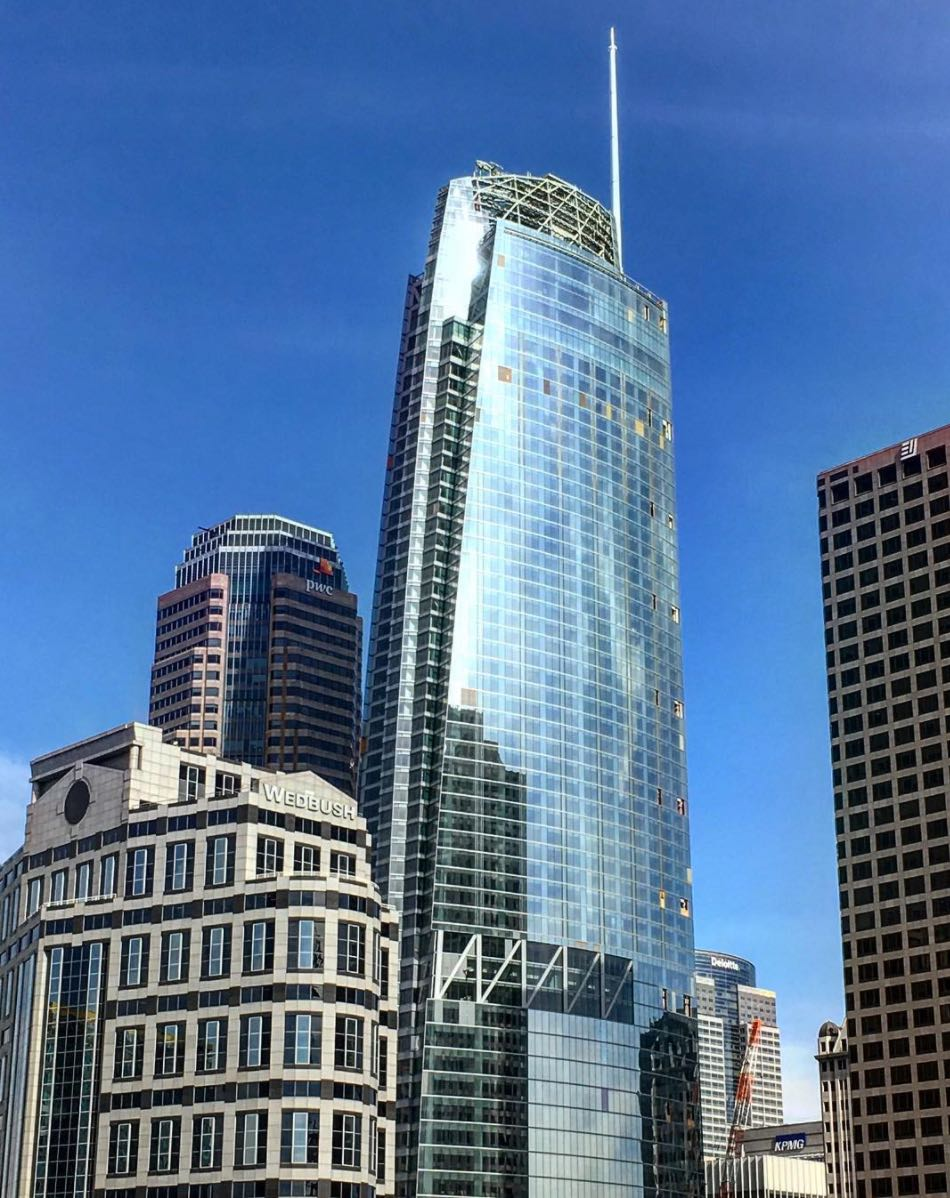
ویلشایر گرند سنتر
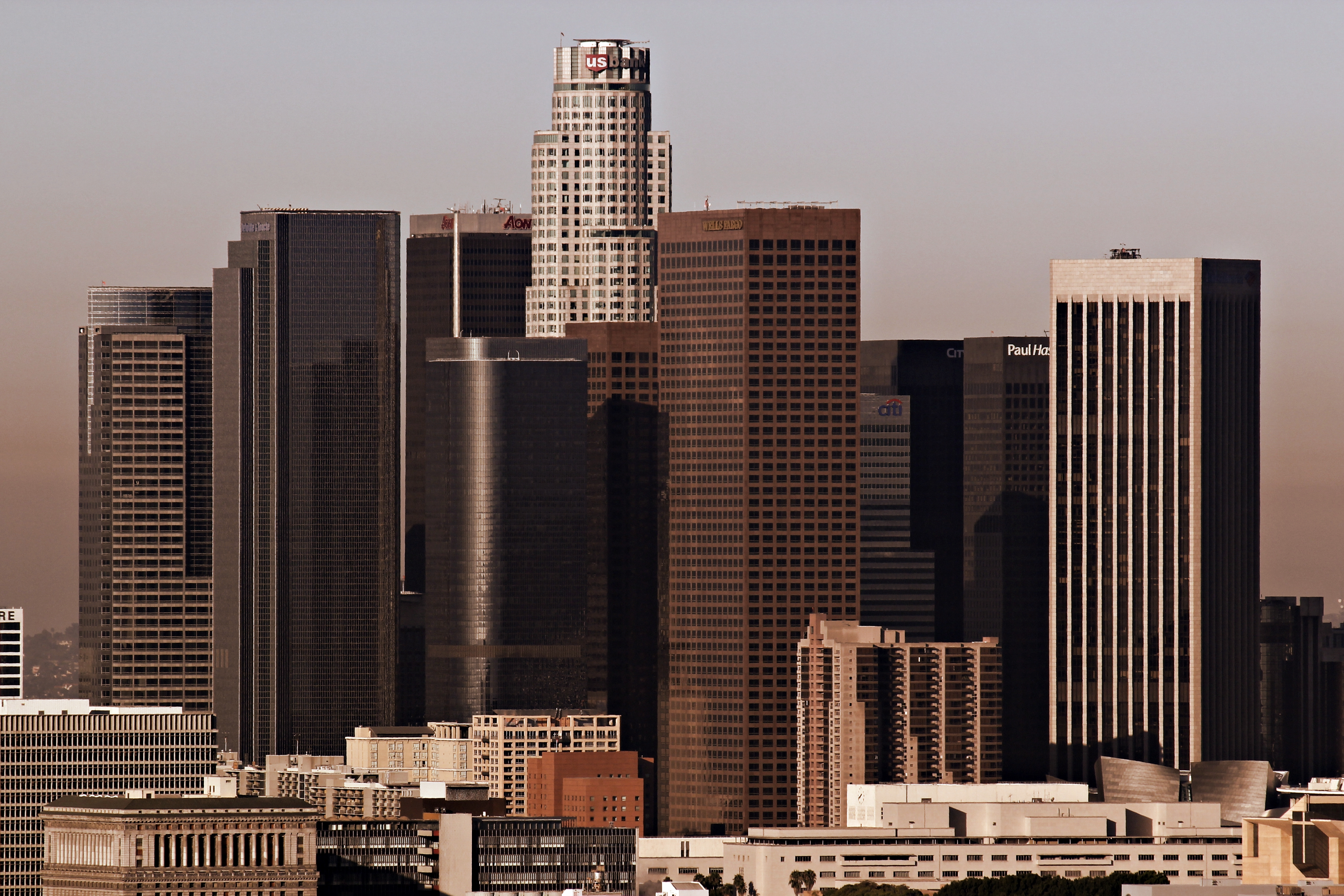
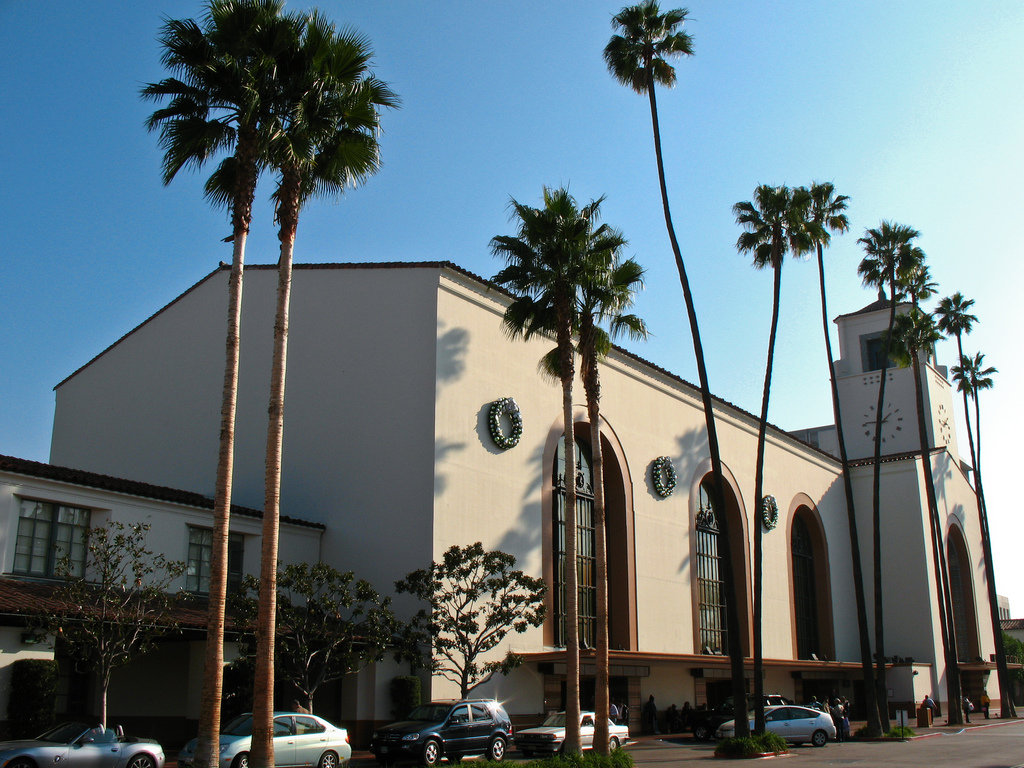
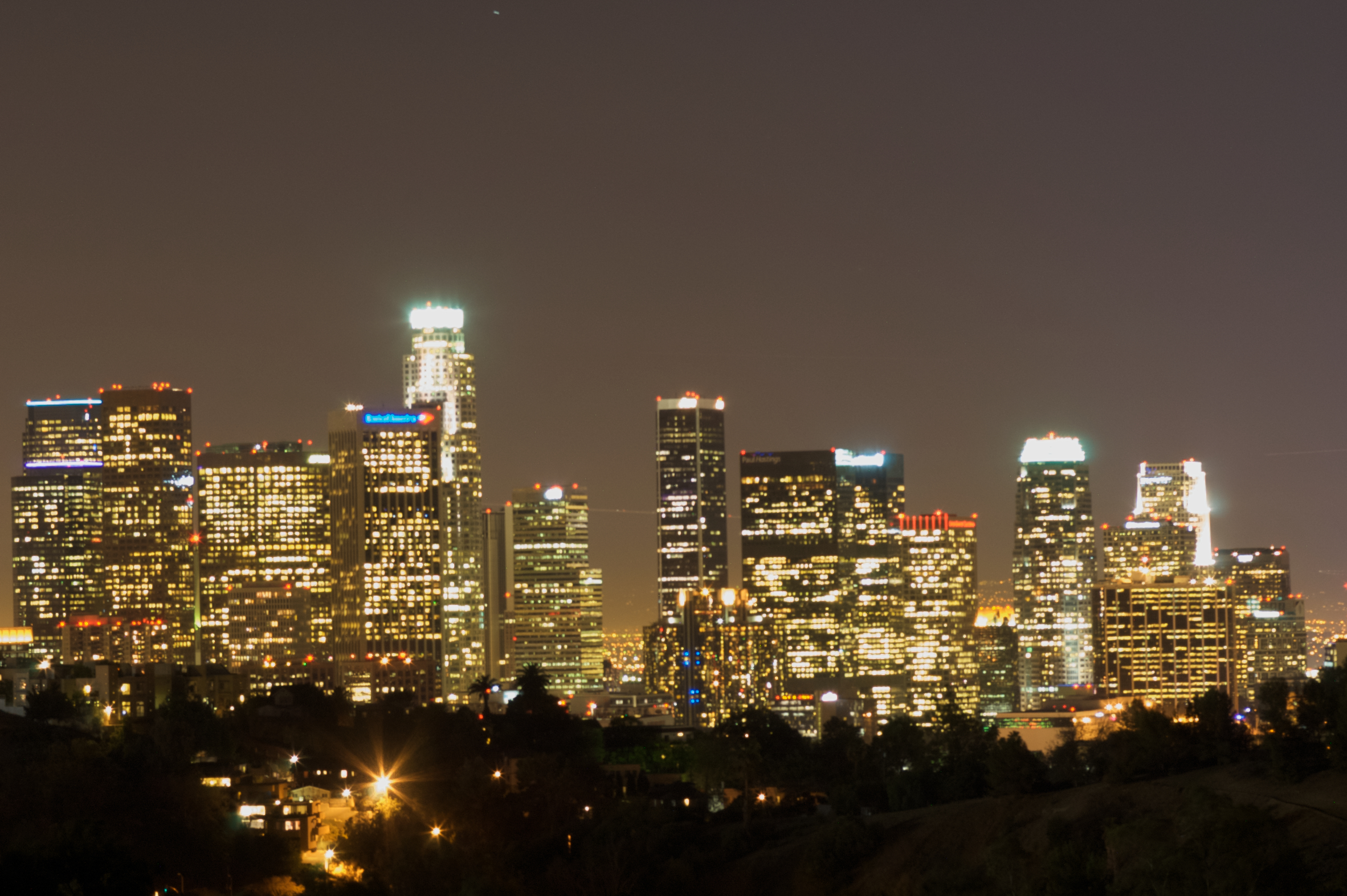
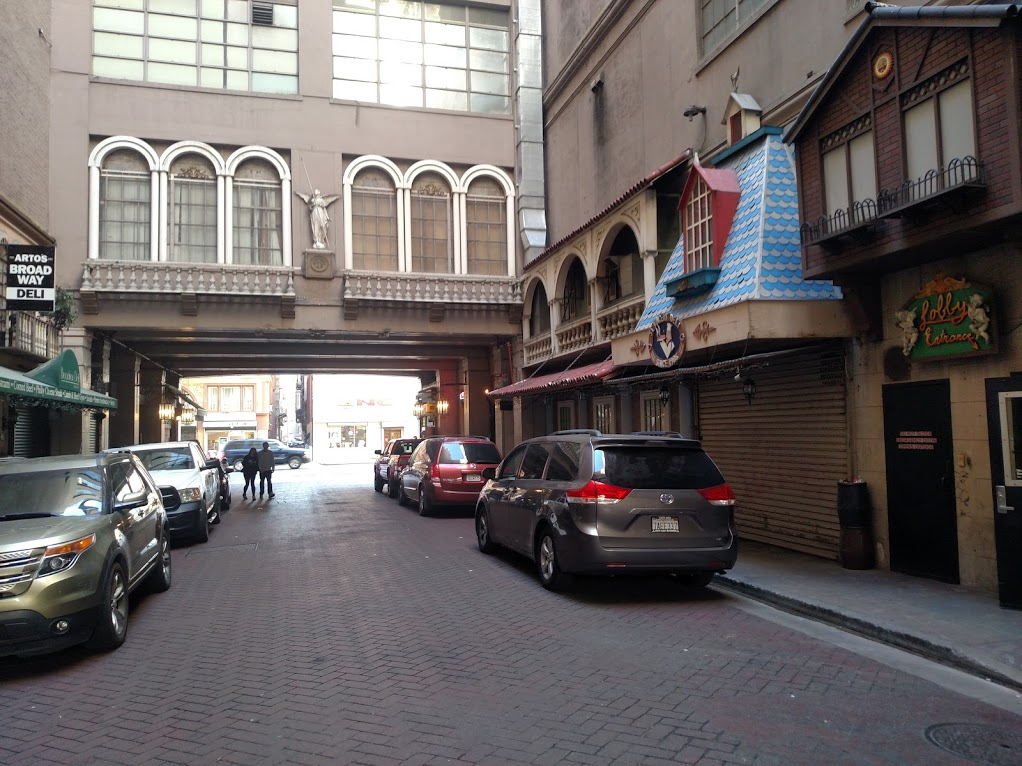
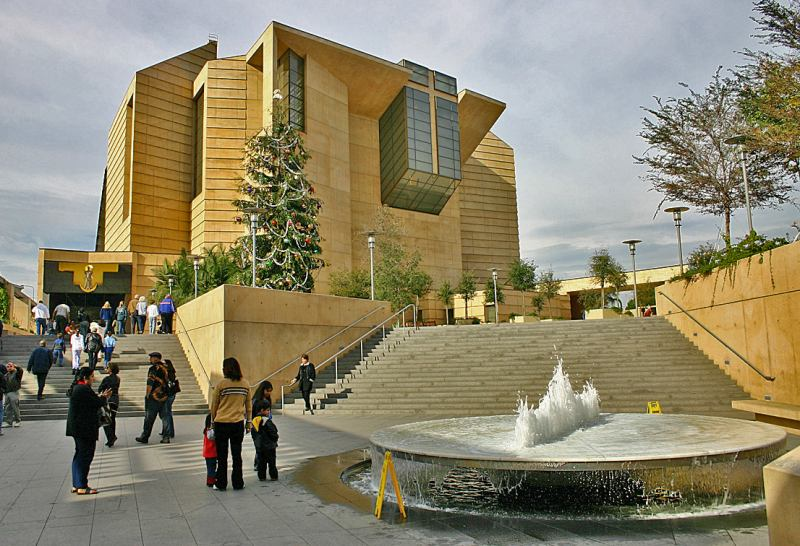
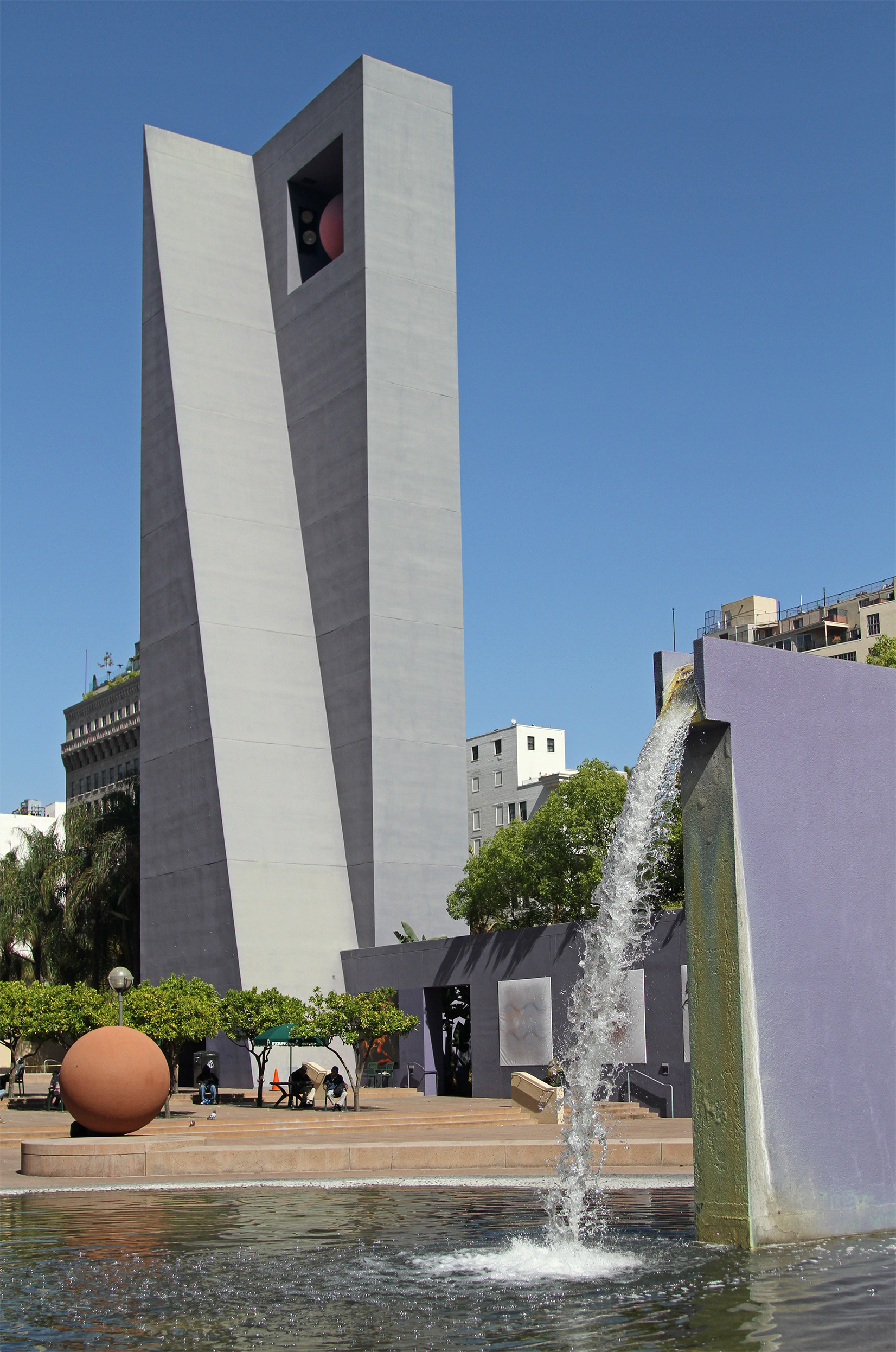